# Rohese de Vere
Rohese de Vere (auch Rose; verheiratet Rohese de Mandeville, Countess of Essex und Rohese de Beauchamp) († 1166) war eine anglonormannische Adlige.

## Herkunft und Heirat mit Geoffrey de Mandeville
Rohese de Vere entstammte der anglonormannischen Familie de Vere. Sie war eine Tochter von Aubrey II de Vere und von dessen Frau Alice de Clare. Sie heiratete zunächst den Magnaten Geoffrey de Mandeville, 1. Earl of Essex, der zu Beginn des Thronfolgekriegs, der sogenannten Anarchy, erhebliche Bedeutung hatte. Mit ihm hatte sie mindestens zwei Söhne:
- Geoffrey de Mandeville, 2. Earl of Essex († 1166)
- William de Mandeville, 3. Earl of Essex († 1189)

## Ehe mit Payn de Beauchamp
Vermutlich bereits kurz nach dem Tod ihres Mannes 1144 heiratete sie in zweiter Ehe Payn de Beauchamp, einen kleineren Baron aus Bedfordshire. Mit ihm hatte sie mehrere Kinder, darunter:
- Simon de Beauchamp (um 1145 bis 1206/1207)

Um 1150 gründete Rohese des Gilbertinerinnenpriorat Chicksands in Bedfordshire. 1166 sollte die Leiche von Geoffrey de Mandeville, einer der Söhne von Rohese aus ihrer ersten Ehe, in Walden Abbey in Essex beigesetzt werden, einem von seinem Vater gestifteten Kloster. Als Rohese von dem Tod erfuhr, zog sie mit bewaffneten Gefolgsleuten los und bemächtigte sich des Leichnams, um ihn in Chicksands beisetzen zu lassen. Am nächsten Morgen bemächtigten sich jedoch die Gefolgsleute von Geoffrey wieder des Leichnams und brachten ihn schließlich nach Walden. Daraufhin bemächtigte sich Rohese der Ausstattung von Geoffreys Privatkapelle und brachte diese nach Chicksands.
Rohese förderte nicht nur Chicksands, sondern unterstützte auch ihren Sohn Simon bei dessen Gründung von Newnham Priory bei Bedford.